# Sent Sarnin de Rance
Sent Sarnin de Rance (en occità Saint-Sernin-sur-Rance) és un municipi francès situat al departament de l'Avairon i a la regió d'Occitània.

## Demografia
| 1962                                       | 1968 | 1975 | 1982 | 1990 | 1999 | 2006 |
| ------------------------------------------ | ---- | ---- | ---- | ---- | ---- | ---- |
| 692                                        | 693  | 632  | 604  | 563  | 530  | 652  |
| Des de 1962: població sense dobles comptes |      |      |      |      |      |      |

## Administració
| Període   | Identitat          | Partit |
| --------- | ------------------ | ------ |
| 1971-1977 | Jean Costes        |        |
| 1977-1989 | Paul Caylet        |        |
| 1989-2008 | Jean-Pierre Costes |        |
| 2008-     | Annie Bel          |        |